# Behringersmühle
Behringersmühle ist ein Gemeindeteil des Marktes Gößweinstein im Landkreis Forchheim (Oberfranken, Bayern). Der Gemeindeteil hatte im Juni 2022 inklusive des Ortes Heuberg 213 Einwohner.

## Geographie

### Geographische Lage
Das Dorf liegt in der Fränkischen Schweiz, etwa einen Kilometer nördlich vom Ortszentrum von Gößweinstein. Bei Behringersmühle mündet der Ailsbach in die Püttlach, die ganz in der Nähe in die Wiesent mündet.

## Geschichte
Im Zuge der Gebietsreform in Bayern wurde die Gemeinde Behringersmühle am 1. Januar 1972 in den Markt Gößweinstein eingegliedert.

## Verkehr
Behringersmühle erhielt 1930 einen Anschluss an das deutsche Eisenbahnnetz, als die Strecke von Forchheim nach Ebermannstadt bis dorthin verlängert wurde. Zunächst geplante Verlängerungen nach Pottenstein und Pegnitz wurden infolge der Weltwirtschaftskrise verworfen. Nachdem die Deutsche Bundesbahn den Personenverkehr von Ebermannstadt bis Behringersmühle 1976 eingestellt hatte, übernahm die Dampfbahn Fränkische Schweiz den Betrieb und die Strecke wird im Museumsbetrieb befahren.
Durch den Ort verläuft der Fränkische Marienweg.